# Antonia Tarragó
Antonia Tarragó González (Santiago, 25 de abril de 1832-Portales, Santiago, 29 de enero de 1917) fue una profesora y activista feminista chilena, considerada como una de las principales impulsora del acceso de las mujeres a la educación universitaria.

## Biografía
Antonia Tarragó González nació en el año 1832. Era hija de Carlos Tarragó y de Carmen González, fue bautizada el 27 de abril de 1832.
Fue una profesora y activista feminista chilena, más conocida por su labor en pro de los derechos de las mujeres a la educación en Chile junto a Isabel Le Brun durante la segunda mitad del siglo XIX y más específicamente al ingreso de éstas a la universidad a partir de 1877.
Fundó el colegio Santa Teresa en 1864 destinado a otorgar instrucción secundaria a mujeres, constituyéndose en la primera institución que otorgó un nivel de educación similar al que se le entregaba a los hombres en dicha época, lo que ayudó a cimentar el camino para los establecimientos educacionales estatales de enseñanza media para ambos sexos. Siendo directora de colegios para señoritas, pidió al Consejo Universitario (junto a Isabel Le Brun) que sus alumnas rindieran exámenes que les permitieran el ingreso a la universidad, su insistencia suscitó un debate relevante para la época y derivó en la publicación del decreto que validó los exámenes de mujeres ante comisiones universitarias, el 6 de febrero de 1877 (Decreto Amunátegui). Con esto se dio un gran paso en la educación femenina y en el desarrollo de las mujeres.
Nunca se casó, falleció en Santiago producto de proeblemas cardiacos a las doce y media del día, en 1917, siendo sepultada en el Cementerio General de Santiago.